# سیارک ۷۴۳۸
سیارک ۷۴۳۸ (به انگلیسی: 7438 Misakatouge، نامگذاری:1994JE1) هفت هزار و چهارصد و سی و هشتمین سیارک کشف شده‌است که در ۱۲ مه ۱۹۹۴ کشف شد.
قدر مطلق سیارک برابر ۱۴٫۶۰ است.